# Rymcobites
Rymcobites is een geslacht van kevers uit de familie  
kniptorren (Elateridae).
Het geslacht is voor het eerst wetenschappelijk beschreven in 1936 door Fleutiaux.

## Soorten
Het geslacht omvat de volgende soort:
- Rymcobites singularis Fleutiaux, 1936